# Сан Луис Потоси (држава)
Сан Луис Потоси (шп. Estado de San Luis Potosí), држава је Мексика. Налази се на северу централног дела земље. Има површину од 63.068 km² и 2.409.000 становника (попис 2005). 
На северу се граничи са државом Закатекас и Нови Леон, на североистоку са Тамаулипасом, на југоистоку са Веракрузом. На југу су државе Идалго, Керетаро и Гванахуато, на југозападу је Халиско, и поново Закатекас. 
Већина територије државе Сан Луис Потоси се налази на сушној висоравни. Типично растиње су агаве, јука и кактуси. Највиши врх је на 3180 метара надморске висине. На истоку, ближе мору, део територије се налази у влажном тропском региону. 
Главни град је Сан Луис Потоси. Држава је основана 1824. 

## Становништво
| 1990.     | 1995.     | 2000.     | 2005.     | 2010.     |
| --------- | --------- | --------- | --------- | --------- |
| 2.003.187 | 2.200.763 | 2.299.360 | 2.410.414 | 2 585 518 |